# The Storms of Early Summer: Semantics of Song
The Storms of Early Summer: Semantics of Song (traducido como Las tormentas de comienzo del verano: semántica de la canción) es el segundo álbum de estudio de la banda de indie rock estadounidense Cursive, publicado el 2 de noviembre de 1998. Este es el último trabajo junto al guitarrista Steve Pedersen.
Este álbum fue el lanzamiento #22 de Saddle Creek Records, además contó con una edición alemana por 
SNC Empire, ambas en CD y vinilo 12". En conmemoración a su vigésimo aniversario, 15 Passenger relanzó el vinilo en diciembre de 2017, limitado a dos mil copias.

## Listado de canciones
| N.º | Título                                       | Duración |  |
| 1.  | «The Rhyme Scheme»                           | 3:44     |  |
| 2.  | «A Career in Transcendence»                  | 2:18     |  |
| 3.  | «The Road to Financial Stability»            | 2:33     |  |
| 4.  | «Tempest»                                    | 2:34     |  |
| 5.  | «Break in the New Year»                      | 4:02     |  |
| 6.  | «Proposals»                                  | 5:05     |  |
| 7.  | «Semantics of Sermon»                        | 2:52     |  |
| 8.  | «A Little Song and Dance»                    | 3:17     |  |
| 9.  | «When Summer's Over Will We Dream of Spring» | 3:52     |  |
| 10. | «Northern Winds»                             | 3:00     |  |
| 11. | «Absence Makes the Day Go Longer»            | 4:34     |  |

## Créditos
| Cursive - Tim Kasher – voces, guitarras, producción, diseño, fotografía - Steve Pedersen – guitarras - Matt Maginn – bajo, diseño, fotografía - Clint Schnase – batería, percusión | Personal adicional - AJ Mogis – grabación, producción, ingeniero de sonido - Eric Medley – masterización - Nicholas Seivert – fotografía - Tanner G. Olson – fotografía - Justin Kozisek – diseño |